# Добровольськ (Калінінградська область)
Добровольськ (рос. Добровольск) — селище Краснознаменського району, Калінінградської області Росії. Входить до складу Краснознаменського міського округу.
Населення — 1693 особи (2015 рік).

## Населення
| 1875 | 1890  | 1910  | 1933  | 1939  | 2002  | 2010  |
| ---- | ----- | ----- | ----- | ----- | ----- | ----- |
| 2386 | ↗2869 | ↗4347 | ↗5005 | ↗5833 | ↘1555 | ↗1693 |